# Empresas La Polar
 (décembre 2023).
Si vous disposez d'ouvrages ou d'articles de référence ou si vous connaissez des sites web de qualité traitant du thème abordé ici, merci de compléter l'article en donnant les références utiles à sa vérifiabilité et en les liant à la section « Notes et références ».
La Polar est une entreprise chilienne de vente au détail, fondée en 1920, et faisant partie de l'IPSA, le principal indice boursier de la bourse de Santiago du Chili. L'entreprise, quatrième du secteur derrière Falabella, Almacenes París (filiale du groupe Cencosud) et Ripley, opère plus d'une trentaine de magasins, ciblant principalement la classe moyenne chilienne.